# بيريك فالديفيا
بيريك فالديفيا (18 أبريل 1988 في فرنسا - ) (بالفرنسية: Pierrick Valdivia)‏ هو لاعب كرة قدم فرنسي في مركز الوسط. لعب مع أولمبيك ليون ونادي سيدان ونادي لانس.

## وصلات خارجية
- بيريك فالديفيا على موقع رابطة كرة القدم الفرنسية للمحترفين (الإنجليزية)
- بيريك فالديفيا على موقع قاعدة بيانات كرة القدم.إي يو (الإنجليزية)
- بيريك فالديفيا على موقع Soccerway.com (الإنجليزية)
- بيريك فالديفيا على موقع AS.com (الإسبانية)